# 日本医師会COVID-19有識者会議
日本医師会 COVID-19有識者会議（にほんいしかい コビッド19 ゆうしきしゃかいぎ）は、日本医師会が新型コロナウイルス感染症（COVID-19）の感染予防、治療診断、検査方法、治療薬の研究などについて主に医療従事者に対して情報提供を行う目的で、2020年4月から2021年3月まで設置された有識者会議である。日本医師会における任期満了に伴い、公益信託武見記念生存科学研究基金の助成により、2021年4月から武見基金COVID-19有識者会議として活動を継続している。

## 概要
2019年11月に発生が確認され、世界的に感染が拡大した新型コロナウイルス感染症（COVID-19）は日本でも急激に感染者を増やした。日々の診療に加え、感染症対応に追われる現場の医師が、情報の洪水の中から有用な情報を選別するのは容易ではない状況にあった。
こうした状況の中、医療従事者に速やかに良質な情報を提供するという目的で、2020年4月18日、日本医師会は新たな有識者会議を設置した。政府が設置した「新型コロナウイルス感染症対策専門家会議」は、主に疫学的、公衆衛生学的視点からの議論を行なっているものであり、同会議は「臨床の観点からエビデンスのある提言を行い、現場の支援を行うもの」「対立するものではなく"車の両輪"」と日本医師会会長の横倉義武は述べた。
同年5月3日、同会議はウェブサイトを開設した。医療従事者が症状や検査値、画像所見などから症例を検索できる「症例データベース」（日本感染症学会がまとめた新型コロナウイルスの約70症例をもとに座長を務める永井良三がツリー状に構造化し整理したもの）や「外来診療ガイド」（ブラウザやスマートフォンで読みやすくなるよう再編集したもの）のほか、小児の感染症に関する知見、日本産科婦人科学会の取り組み、PCR検査体制の拡充に向けた課題、治療薬の開発状況など、専門家による最新情報が掲載されている。
副座長を務める笠貫宏は「新型コロナウイルスはまだ分かっていないことも多いが、科学的根拠に基づいた情報を集めて発信している」「現場で対応している医療者に加え、関心のある人にも見てもらい、役立ててもらいたい」と語っている。

## 提言
2020年5月13日、「COVID-19 感染対策におけるPCR検査実態調査と利⽤推進タスクフォース 中間報告書」を発表し、7月21日には同「解説版」を発表した。
5月17日、「新型コロナウィルス感染パンデミック時における治療薬開発についての緊急提言」を発表した。
5月25日、「COVID-19集中治療体制にかかわるタスクフォース 中間報告書」を発表した。
7月3日、「在宅医療と介護におけるCOVID-19対応の課題と 解決策、提言タスクフォース 報告書」を発表した。
8月5日、「COVID-19感染制御のためのPCR検査等の拡大に関する緊急提言」を発表した。また、日本医師会の中川俊男会長は8月5日の定例記者会見で「新型コロナウイルス感染症の今後の感染拡大を見据えたＰＣＲ等検査体制の更なる拡大・充実のための緊急提言」を公表した。
2021年4月15日、「COVID-19流行第４波を最小限に抑えるための新たな対策戦略の提言」を発表した。

## 構成
座長
- 永井良三（自治医科大学学長、元日本内科学会理事長）

副座長
- 笠貫宏（早稲田大学特命教授、元東京女子医科大学学長）

委員
- 門田守人（日本医学会会長、元大阪大学副学長）
- 相澤孝夫（日本病院会会長、日本人間ドック学会副理事長）
- 有賀徹（労働者健康安全機構理事長、元昭和大学付属病院院長）
- 石川義弘（横浜市立大学副学長、日本生理学会理事長）
- 小熊 豊（全国自治体病院協議会会長)
- 栗原敏（慈恵大学理事長、前東京慈恵会医科大学学長）
- 楠岡英雄（国立病院機構理事長、厚生労働省医道審議会会長）
- 國土典宏（国立国際医療研究センター理事長、元日本外科学会理事長）
- 近藤達也（Medical Excellence JAPAN理事長、医薬品医療機器総合機構名誉理事長）
- 堺常雄（日本病院共済会代表取締役、前日本病院会会長）
- 渋谷健司（キングス・カレッジ・ロンドン教授）2021年4月より
- 髙本眞一（社会福祉法人賛育会理事、日本心臓血管外科学会名誉会長）
- 谷口清州（国立病院機構三重病院臨床研究部長、新型インフルエンザ等対策有識者会議構成員）
- 舘田一博（東邦大学医学部微生物・感染症学教授、日本感染症学会理事長）
- 中谷比呂樹（慶応義塾大学特任教授、WHO執行理事）2020年3月まで
- 西田修（藤田医科大学麻酔、侵襲制御医学教授、日本集中治療医学会理事長）
- 長谷川好規（日本呼吸器学会前理事長、国立病院機構名古屋医療センター院長）
- 宮田裕章（慶應義塾大学医学部医療政策・管理学教授）
- 宮地勇人（日本臨床検査医学会理事、東海大学医学部基盤診療学系臨床検査学教授）
- 森内浩幸（長崎大学大学院小児科学教授、日本小児科学会評議員、予防接種・感染予防委員会専門委員）
- 山本修一（千葉大学副学長、前国立大学病院長会議会長）
- 横田裕行（日本体育大学院保健医療学研究科科長・教授、前日本救急医学会代表理事）
- 吉原俊雄（東京医科大学耳鼻咽喉科・頭頸部外科客員教授、前日本口腔・咽頭科学会理事長）
- 吉田正樹（東京慈恵会医科大学感染制御科教授、日本環境感染学会理事長）

事務局
- 佐藤寿彦（株式会社プレシジョン　医師、代表取締役社長）
- 森澤雄司（元自治医科大学附属病院感染制御部長、日本環境感染学会理事）
- 横山聡（ゲートシティ大崎　メディカルクリニック）